# 510 Oddział PKPR
510 Oddział PKPR – jednostka organizacyjna Polskiego Korpusu Przysposobienia i Rozmieszczenia.

## Historia Oddziału
Na podstawie rozkazu 1 Dywizji Pancernej Nr 281/Org.Pers./47 z 5 czerwca 1947 roku w sprawie reorganizacji oddziałów 1 Dywizji Pancernej został utworzony z dniem 10 czerwca 1947 roku 510 Oddział PKPR. 
Oddział został zorganizowany z byłych pułków 10 Brygady Kawalerii Pancernej i podporządkowany dowódcy 54 Grupy Brygadowej PKPR, płk. dypl. kaw. Antoniemu Grudzińskiemu. 24 Pułk Ułanów został rozwiązany 19 czerwca, natomiast pozostałe pułki – 10 czerwca 1947 roku. Część oficerów, która nie otrzymała przydziałów w dowództwie oddziału i szwadronach, została przeniesiona do 51 O środka Oficerskiego PKPR (ang. 51 Officers Holding Unit) w Grimsaitch.
Szwadrony 1 Pułku Pancernego i 10 Pułku Dragonów zostały rozmieszczone w obozie „Supplementary Hutted Camp Tilshead” (Salisbury Wilts), Dowództwo 510 Oddziału PKPR i Szwadron 24 Pułku Ułanów w obozie „«B» Camp Tilshead”, natomiast Szwadron 2 Pułku Pancernego w obozie „«A» Camp Tilshead”. Ponadto w obozie „A” zakwaterowano rodziny oficerów i żołnierzy 2 Pułku Pancernego i 24 Pułku Ułanów. Wszystkie szwadrony zachowały nazwy i barwy swoich macierzystych pułków, włącznie z proporczykami noszonymi na kołnierzach mundurów.
10 lipca 1947 roku odbyła się ceremonia przekazania sztandarów pułków do Muzeum im. gen. Sikorskiego.
W późniejszym czasie Szwadron Sztabowy 1 Dywizji Pancernej został samodzielną jednostką ewidencyjną pod nazwą „Szwadron Sztabowy 54 Grupy Brygadowej PKPR”.
31 października 1947 roku zostały przeprowadzone następujące zmiany organizacyjne:
- zlikwidowano 520 Oddział PKPR,
- jeden szwadron 520 Oddziału PKPR został włączony w skład 510 Oddziału PKPR,
- Szwadrony 1 i 2 Pułków Pancernych zostały połączone w jeden pododdział pod nazwą „Szwadron 1/2 Pułków Pancernych” pod dowództwem majora Romana Proszka[8].

## Organizacja i obsada personalna w czerwcu 1947 roku
- Dowództwo 510 Oddziału PKPR
  - dowódca - ppłk br. panc. Aleksander Stefanowicz
  - zastępca dowódcy - mjr kaw. Michał Gutowski
  - kwatermistrz - kpt. Ludwik Makiełło
- Szwadron 1-go Pułku Pancernego - mjr br. panc. Roman Proszek[9]
- Szwadron 2-go Pułku Pancernego - kpt. br. panc. Tadeusz Wielogórski[10]
- Szwadron 24-go Pułku Ułanów - rtm. Roman Bniński[11]
- Szwadron 10-go Pułku Dragonów - rtm. Stanisław Smrokowski[12]
- Szwadron Sztabowy 1 Dywizji Pancernej - kpt. Leon Kowalczyk